# Gelis austriacus
Gelis austriacus là một loài tò vò trong họ Ichneumonidae.